# Moreton Say
Moreton Say är en ort och civil parish i Storbritannien.   Den ligger i grevskapet Shropshire i riksdelen England, i den södra delen av landet, 220 km nordväst om huvudstaden London. Moreton Say ligger 82 meter över havet och antalet invånare är 429.
Terrängen runt Moreton Say är platt. Runt Moreton Say är det ganska tätbefolkat, med 86 invånare per kvadratkilometer. Närmaste större samhälle är Market Drayton, 4,2 km öster om Moreton Say. Trakten runt Moreton Say består i huvudsak av gräsmarker.